# Ключар
Ключар е занаят който в световен мащаб съществува още от 15 век. Ключар е човек – занаятчия който може да отключи всяка врата без ключ.
Ключарите влизат в две категории:
- Битов ключар – занимава се главно със заключващата система на домовете, ремонт на брави и патрони, монтажи както и работа с шперц при нужда.
- Автоключар – отключва и ремонтира автомобилни ключалки, ремонтира авто ключове и др.